# Georg Konrad von Pancug
Georg Konrad Pancug, auch Georg Conrad Pancug, ab 1745 von Pancug (* 8. November 1686 in Heilbronn; † 1. März 1754 ebenda) war ein deutscher Advokat, Archivar und Senator.

## Leben
Georg Konrad Pancug war ein Sohn des Advokaten und späteren Heilbronner Bürgermeisters Georg Friedrich Pancug.
Ab 1705 studierte er in Jena, Berlin und Gießen Jura und schloss sein Studium im Jahre 1710 mit seiner Promotion zum Dr. jur. ab. Anschließend arbeitete er als Kanzleiakzessist (Anwärter im Kanzleidienst) in Darmstadt. Ab 1712 war er Stadtarchivar des Stadtarchivs Heilbronn. Er war als Advocatus extraordniarius und Actuarius gewählt worden und wurde zum 10. Mai 1712 verpflichtet. Seine Bestallung erfolgte zunächst für zwei Jahre. Bereits kurz nach seinem Dienstantritt ist dokumentiert, dass er sich um die Frage der Aufbereitung der Unterlagen sorgte und die Gefahr eines Feuers für den Bestand der Dokumente sah. Dieses Thema griff er über Jahre immer wieder auf und verfasste entsprechende Berichte dazu. 1717 wurde das Thema durch den Amtsbürgermeister aufgegriffen und ein Teil des Archivs in ein Hintergebäude des Rathauses geschafft. In der Folge bemühte sich Pancug, den Archivbestand zu sichten und geeignet zu verzeichnen. 1725 wurden seine Findbücher offiziell eingesehen und seine Arbeit gelobt. Im Herbst 1733 wurde er vom Rat der Stadt damit beauftragt, die maßgeblichen städtischen Akten zusammenzuführen, um bei einem möglichen Angriff der Franzosen vorbereitet zu sein. Ende des Jahres hatte Pancug die Kisten gepackt.
Im Jahr 1727 heiratete er nach dem Tod seiner ersten Frau Maria Christine Rollwagen (* 1690), mit der er seit 1713 verheiratet war, Anna Elisabeth Geiling (* 1701), eine Tochter von Johann Georg Geiling.
Nach seiner Wiederverheiratung 1727 wird er als außerordentlicher Ratsadvokat und Archivar geführt. 
Stadtarchivar blieb er bis 1739, sein Nachfolger wurde Christian Friedrich Holland (1706–1772). Anschließend war er bis zu seinem Tod Senator im Rat. Am 28. Dezember 1745 wurde ihm durch den Kaiser Franz I. der für seinen Urgroßvater erteilte Reichsadelsstand bestätigt und ihm das von verliehen. 1752 war er einer von nur sechs Personen der Stadt Heilbronn, die über 20.000 Gulden versteuerten.
Pancug verstarb am 1. März 1754 im Alter von 67 Jahren in seiner Geburtsstadt Heilbronn.